# هانز يدرمان
هانز يدرمان (بالإنجليزية: Hans Ledermann)‏ مواليد 28 ديسمبر 1957 في سويسرا، هو دراج سويسري سابق. سبق أن شارك في دورة الألعاب الأولمبية الصيفية.

## روابط خارجية
- هانز يدرمان على موقع أرشيف الدراجات (الإنجليزية)
- هانز يدرمان على موقع إحصائيات الدراجات الإحترافية (الإنجليزية)
- هانز يدرمان على موقع أوليمبيديا (الإنجليزية)